# Amystax urara
Amystax urara — вид жуків родини довгоносиків (Curculionidae). Описаний у 2020 році.

## Назва
Видова назва A. urara з японської перекладається як «красиві речі»; коричнево-сірі та попелясто-зелені блискучі лусочки на тілі цього виду роблять його найбарвистішим видом роду Amystax. Також ця назва вшановує пані Урара Огату з кафе «Ріверсайд», яка допомагала науковцям у зборі комах.

## Поширення
Ендемік Японії. Трапляється лише на острові Якусіма, що розташований за 60 км на південний захід від Кюсю, одного з чотирьох великих островів Японського архіпелагу.

## Біологія
Живе у гірській частині острова. Дорослі жуки були зібрані на листках Pieris japonica var. yakushimensis та Buxus microphylla var. japonica (родини Ericaceae та Buxaceae відповідно). Трапляються з червня до середини серпня.